# Cal Maciano
Cal Maciano és una obra noucentista de Corbins (Segrià) inclosa a l'Inventari del Patrimoni Arquitectònic de Catalunya.

## Descripció
Habitatge entre mitgeres de planta baixa i dos pisos amb façana a dues bandes, la del darrere al propi pati. Es pot dir el mateix que a cal Flaret, acomodant-se a l'època. La planta baixa remarca l'entrada, si bé aquesta es ja rectangular. Una imposta assenyala el canvi cap a les altres plantes. La planta segona s'atança més al concepte de la planta primera, ja que ha minvat la diferència en les seves valoracions. Un escut corona el ràfec final i no falta el pòrtic al darrere. Tot dins d'un tractament simètric i essent una interpretació casolana de l'arquitectura culta.

## Història
L'any passat es refé la teulada